# New Franklin (Ohio)
New Franklin é uma vila localizada no estado norte-americano de Ohio, no Condado de Summit.

## Demografia
Segundo o censo norte-americano de 2000, a sua população era de 2191 habitantes.
Em 2006, foi estimada uma população de 15.013, um aumento de 12822 (585.2%).

## Geografia
De acordo com o United States Census Bureau tem uma área de
6,0 km², dos quais 5,8 km² cobertos por terra e 0,2 km² cobertos por água.

## Localidades na vizinhança
O diagrama seguinte representa as localidades num raio de 12 km ao redor de New Franklin.